# 中国美术史 (王逊)
《中国美术史》，原名《中国美术史讲义》，是美术史家王逊的一部學術著作。該書於1956年写成，完稿后由中央美术学院經鉛字排版印刷一千册後发行於學校内部作為教材。次年，王逊被划为右派，並於1969年去世。此书此後一直沒有正式出版。文化大革命结束后，王逊的學生薄松年和陈少丰将原书修订并补写最后四节，将該作品交付出版。於1989年6月出版第一版后，此书不断再版。
1989年6月《中国美术史》第一版的序言中，江丰评论称它“代表了那时中国美术史研究的水平”。